# Henry O. Studley
Henry O. Studley (1838–1925) war Orgel- und Klavierbauer, Zimmermann, Steinmetz und Freimaurer, der für die Smith Organ Co. und später für die Poole Piano Company in Quincy (Massachusetts) arbeitete. 
Studley ist vor allem für die Erfindung der sogenannten Studley Tool Chest bekannt, einer wandhängenden Werkzeugkiste, die im geschlossenen Zustand 218 Werkzeuge auf einer Fläche von etwa 102 × 51 cm (40 × 20 Zoll) Wandfläche fasst.

## Leben
Studley wurde in Lowell (Massachusetts) geboren und trat zu Beginn des Bürgerkriegs der Massachusetts-Infanterie bei. Er wurde 1863 in Galveston, Texas gefangen genommen. Nach dem Krieg kehrte er nach Quincy zurück und trat der örtlichen Freimaurerloge bei. 
Er starb 1925 und wurde in seinem Nachruf im Quincy-Journal The Patriot Ledger neben anderen Errungenschaften auch für seinen Werkzeugkasten erwähnt.

## Klavierbau-Werkzeug

### Berufs- und sozialgeschichtlicher Hintergrund
Amerikanische Klavierbauer nutzten nahezu immer (und nutzen teils heute noch), auch als Angestellte, Werkzeug in ihrem persönlichen Eigentum. Sie mussten es kaufen, wenn sie neu in dem Gewerbe waren, sie brachten es bei ihrem Arbeitgeber mit ein und nahmen es wieder mit, wenn sie den Arbeitgeber wechselten. 
Stellten sie altershalber ihre Arbeit ein, dann vermachten sie in der Regel ihre Werkzeuge einem ihrer Kinder mit gleichem Beruf oder gaben es einem wertgeschätzten Arbeitskollegen – wenn sie es nicht heimnahmen, um auch im Alter noch ein wenig an Klavieren zu arbeiten.

### Studleys eigener Werkzeugkasten
Studley vermachte den Werkzeugkasten einem Freund. Dessen Enkel, Peter Hardwick, lieh den Kasten Ende der 1980er Jahre dem Smithsonian Institute als Teil einer Ausstellung im National Museum of American History des Smithsonian Instituts, bis er von einem privaten Sammler für einen nicht genannten Betrag gekauft wurde. 
Der derzeitige Besitzer verleiht den Werkzeugkasten gelegentlich weiterhin an das Smithsonian und an andere Orte. Er wurde in einer Folge von The New Yankee Workshop gezeigt und ist Gegenstand eines Artikels vom Mai 1993 in Tauntons Fine Woodworking und ein beliebtes Motiv von Wandplakaten.
Wenn der Kasten geschlossen ist und an einer Wand hängt, nimmt er eine Fläche von ungefähr 40 × 20 Zoll bei einer Tiefe von 9 Zoll ein. Er lässt sich öffnen und wird zu einem 40 × 40 Zoll großen Werkzeugkasten. Er ist aus Mahagoni, Palisander, Walnuss, Ebenholz, Elfenbein und Perlmutt gefertigt, Materialien, die wahrscheinlich aus Restmaterial der Poole Piano Company stammen.
Die feine Handwerkskunst zeigt sich darin, wie jedes Werkzeug genau in seinen Platz passt, oft mit einem hörbaren Klicken, wenn das Werkzeug in seine eng anliegende Vertiefung einrastet. Teile des Kastens lassen sich herausklappen, um Zugang zu einer zweiten oder dritten Schicht von Werkzeugen zu ermöglichen. Der Werkzeugkasten weist Freimaurersymbolik auf, darunter das Emblem Winkel und Zirkel und die Symbole des Royal Arch.

## Referenzen
1. ↑  Liste der Werkzeuge: Studley Tool Cabinet. In: Shapeoko. Archiviert vom Original am 8. Mai 2021; abgerufen am 20. Juni 2021 (englisch). List of Tools - ShapeOko. Archiviert vom Original am 8. Mai 2021; abgerufen am 27. Oktober 2018 (englisch).
2. ↑   Richard K. Lieberman, „Steinway & Sons - Eine Familiengeschichte um Macht und Musik“, Dt. Ausgabe ISBN 3-46340288-2, Kindler, München, S. 137 ff.
3. 1 2 3  The Peerless Tool Chest of H. O. Studley, Wayback Machine Archive of May 31, 2010 Abgerufen am 23. September 2016
4. ↑  The H. O. Studley Tool Chest & Workbench – 15.-17. Mai 2015 in Cedar Rapids, IA. Archiviert vom Original am 16. Januar 2019; abgerufen am 15. Januar 2019 (englisch).
5. ↑  Elrod, Ron: New Yankee Workshop Episode Guide (Memento vom 23. August 2006 im Internet Archive) Abgerufen am 2. Juni 2007